# Pilotrichum denticulatum
Pilotrichum denticulatum là một loài rêu trong họ Pilotrichaceae. Loài này được P. Beauv. mô tả khoa học đầu tiên năm 1805.